# Výchoz (přírodní památka)
Výchoz je přírodní památka poblíž obce Čejč v okrese Hodonín. Důvodem ochrany je umělý odkryv po těžbě písku a lignitu v zalesněných svazích čtvrtohorního Čejčského jezera, který obnažuje třetihorní sedimenty spodního panonu. Z hornin převažují jílovité, prachovité a vápnité mořské písky s fosiliemi třetihorních mořských měkkýšů, dále je zastoupena kyjovská uhelná sloj, štěrkový kolektor neznámého toku a pohřbený půdní horizont.